# Afrarchaea godfreyi
Afrarchaea godfreyi es una especie de arácnido perteneciente al género Afrarchaea, dentro de la familia Archaeidae, del orden de las arañas.

## Distribución
La especie se distribuye por Sudáfrica.

## Taxonomía
Fue descrita científicamente por John Hewitt en 1919. La descripción original fue publicada en Descriptions of new South African spiders and a solifuge of the genus Chelypus. Records of the Albany Museum Grahamstown número 3, entre las páginas 196 y 215.